# Шароварщина

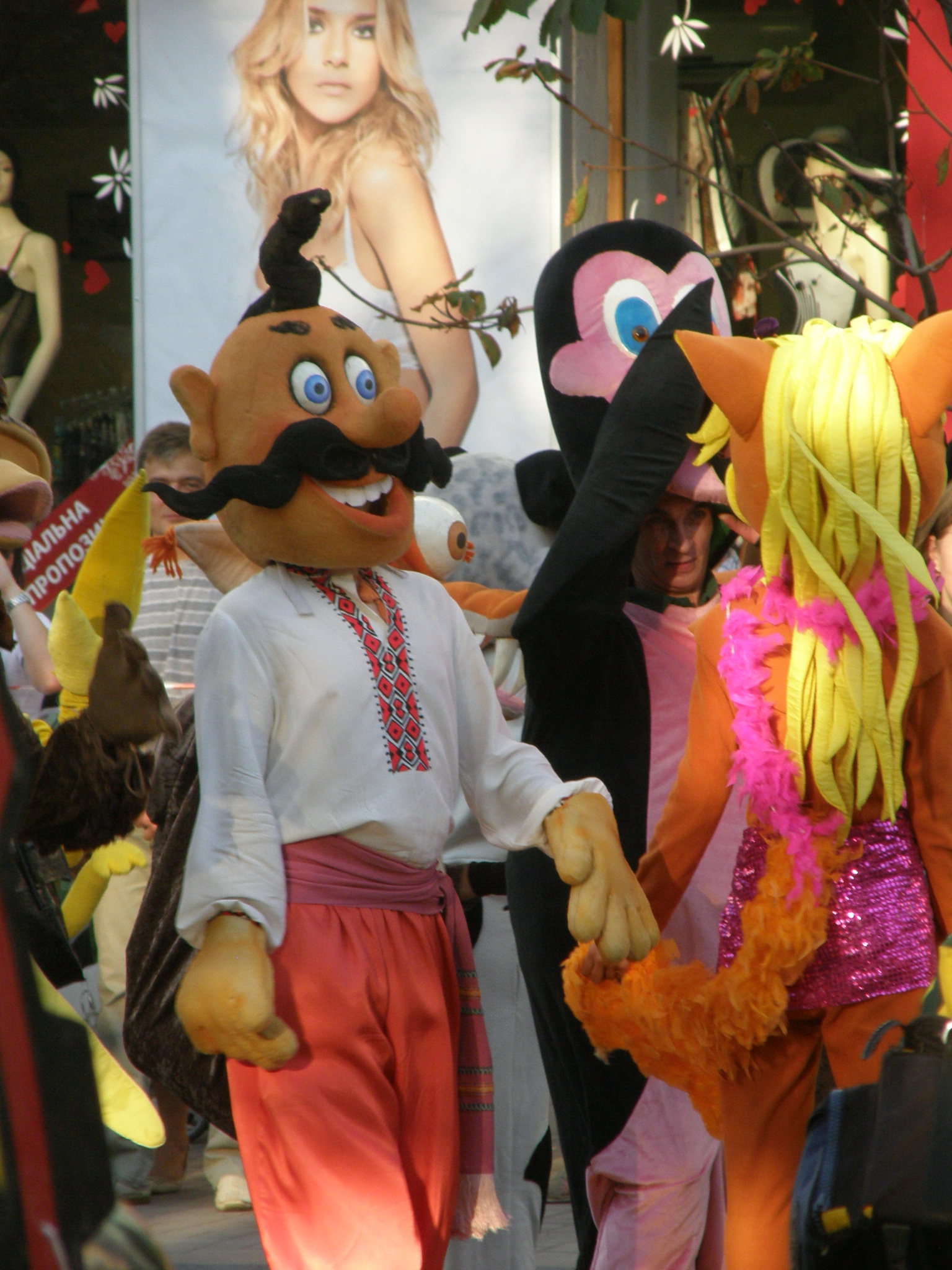
Приклад «шароварщини» у проведенні публічних розважальних заходів в Україні

Шароварщина (також шароварництво) — культурологічний та журналістський термін, як правило негативний, на означення зображення та розуміння української культури за допомогою псевдонародних елементів костюма та побуту. «Шароварщина» ототожнює українську культуру з культурою селянства та козацтва, спираючись на їхній фольклорний і театральний образ, популяризований наприкінці XIX ст. Розквіт «шароварщини» та популяризація цього терміна проте відбулися в другій половині XX ст.

## Характеристики
Під «шароварщиною» зазвичай розуміється імітація народної селянської культури, що підмінює автентичну культуру. «Шароварщина» створює враження, нібито українська культура цілком селянська за своїм походженням і за межі народної селянської культури вийти не здатна; що сучасні явища, напрямки мистецтва в ній неможливі, а існують лише як нашарування інших культур. Наприклад, коли в межах одного заходу українською мовою звучать лише народні пісні, а російською — сучасні. Це створює враження начебто українська культура відстала, не може розвиватися і існує тільки як наслідування минулого. Українська культурологиня Юлія Нікішенко та журналістка Вікторія Єрмолаєва визначають «шароварщину» як «спосіб репрезентації української культури та української ідентичності за допомогою псевдонародного селянського та (або) козацького одягу, елементів побуту».
«Шароварщині» властива підміна народного одягу, прикрас сценічними костюмами. Зокрема показ як стереотипного народного одягу червоних шароварів, сорочок із синтетичної тканини, атласних спідниць, пластикових вінків, дерев'яних коралів; оздоблення одягу стилізованими квітами надто яскравих кольорів і нехарактерними узорами. «Шароварщина» применшує різноманітність українського одягу, зводить його до кількох стандартизованих зразків. Інші складові «шароварщини» — надмірне піднесення популярності гопака, подання як «народних» сценічних танців, заміна традиційного акапельного співу ансамблевим; зміщення акценту весільних обрядів на застілля; обмеження української кухні до горілки, сала, борщу та вареників.
Згідно з етнографом Галиною Бондаренко й антропологом Тіною Полек, «шароварщині» характерні імітація традиційної культури, фестивальність із комерційним ухилом, ситуативність (явище культури стає «шароварщиною» лише в певному контексті), впадання в протилежні крайнощі. Це ріднить її з кічем.

## Походження терміна

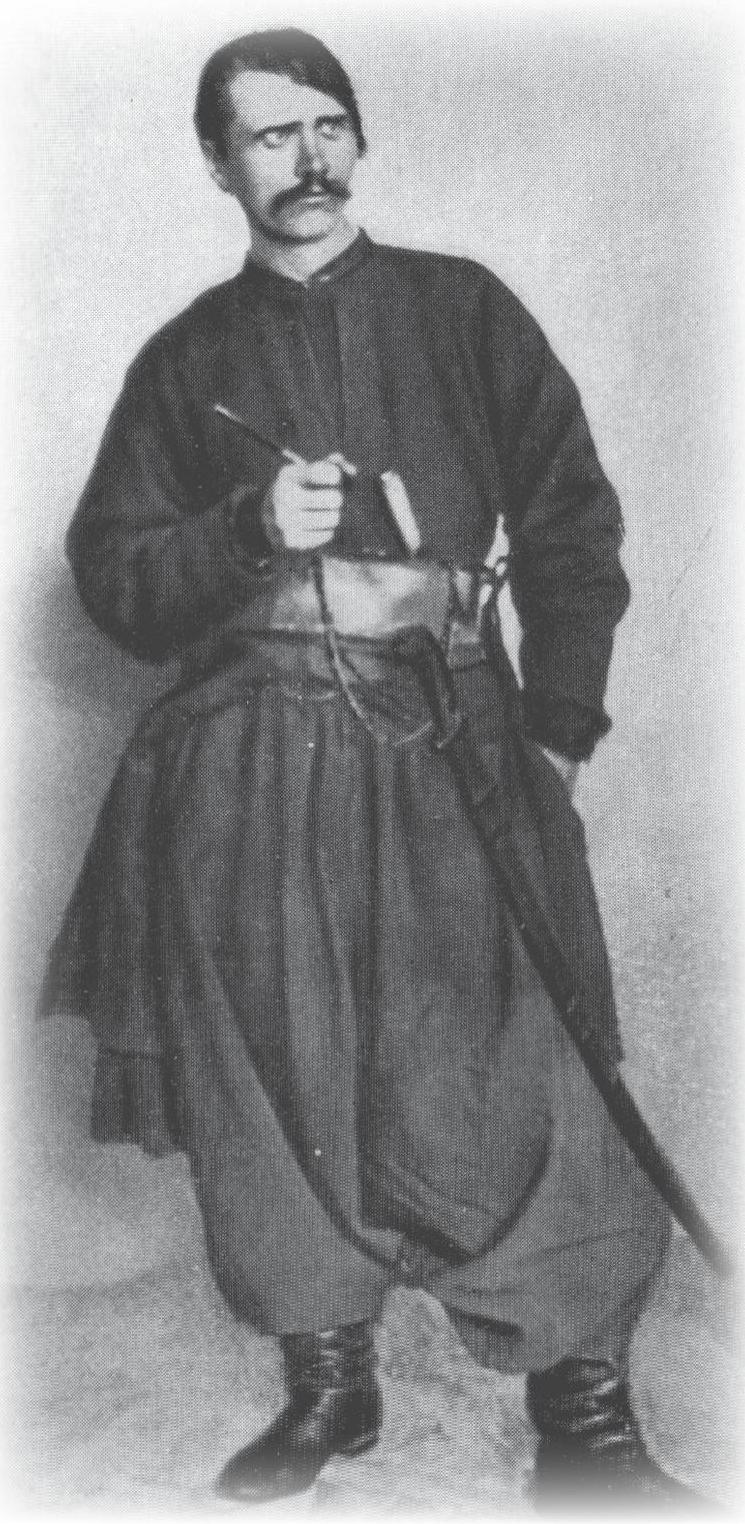
Дмитро Яворницький в образі запорозького козака, близько 1885—1890 рр.

Перше вживання слова «шароварщина» не зафіксовано. На думку українського педагога-емігранта Григорія Ващенка, цей термін походить від більшовиків. Слово присутнє в радянській публіцистиці епохи «Перебудови» 1980-х, зокрема українською мовою його вживав поет і журналіст Олекса Ющенко.
Однак, український культуролог Анатолій Макаров називає предтечами «шароварників» «галушників» — київських консерваторів кінця ХІХ століття, які «влаштовували овації на спектаклях напівбалаганних труп, які видавали базарні фарси за українську національну драматургію». В усякому разі явище репрезентації української культури через виключно селянське життя було відоме й критикувалося вже в 1890-і роки. На нього звертали увагу Іван Франко, Леся Українка, Симон Петлюра. Щодо примітивного етнографізму, поширеного на Наддніпрянщині в дореволюційній Російській імперії, Микола Хвильовий запровадив термін «просвітянщина» (від просвітницьких товариств). «Просвітянщина» характеризувалася як «гопачково-шароварні» театралізовані виступи аматорських гуртів і акторських труп.
Інша версія пов'язує «шароварщину» з діяльністю українського режисера Бориса Шарварка, з 1977 року організатора концертів і шоу за державний кошт, на яких «сучасну» українську музику презентували пісні російською мовою та російських виконавців. Звідси варіант «шарварківщина».

## Явище «шароварщини» в Радянській Україні

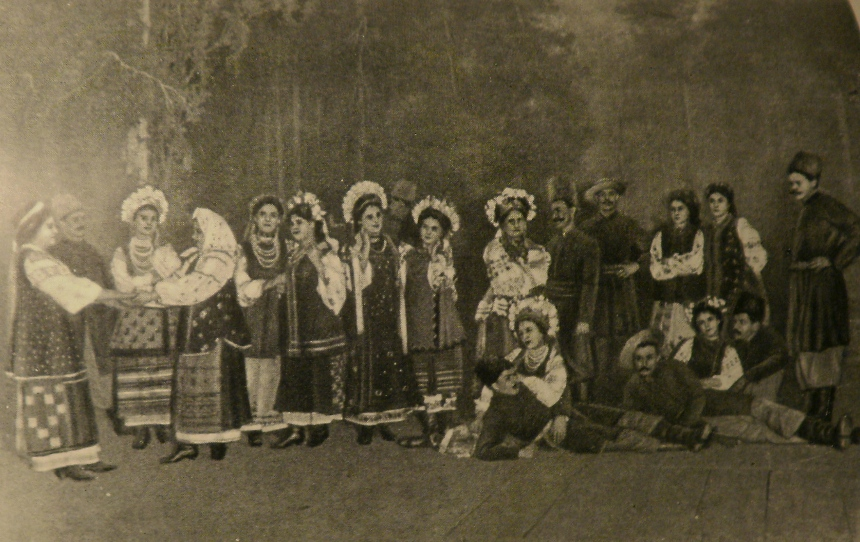
Сценічні костюми суттєво вплинули на формування «шароварщини» (сцена з вистави М. Старицького «Утоплена», 1964 р.

Деякі дослідники відносять появу «шароварщини» до кінця XIX ст., але більшість визнають часом її появи або активізації добу Радянської влади. Згідно з Галиною Бондаренко й Тіною Полек, «шароварщина» виникає тоді, коли народна культура стає комерційно успішною, коли на неї складається попит.
1930 року Йосип Сталін визначив радянську культуру як «національну за формою та соціалістичну за змістом», тому заміна автентичного народного вбрання союзних народів псевдонародним стала одним з головних елементів культурної політики влади СРСР. Найяскравішими прикладами «шароварщини» в радянський період є фільм-спектакль «В степах України» (1952, режисер — Гнат Юра), який описує історію двох голів колгоспів, Галушки та Часника, на фоні бутафорного, ідилічного зображення української природи, де головні герої у псевдонародних вишиванках передають не стільки характер «передових» людей Радянського Союзу, скільки «малоросійський» образ українців.
У такі ж псевдонародні вишиванки одягнені головні герої фільму-спектаклю «Фараони" (1964) (режисер — Ісаак Шмарук), що підтверджує твердження багатьох дослідників про «провінційність» образу української культури в межах СРСР. Зокрема, Олександр Різник пише: «Вітринна» функція фольклору в СРСР доповнювалася його провінціалізуючою функцією, що відбивала доктрину про безперспективність усіх національних мов і культур СРСР, окрім російської. Якщо для останньої ще дозволялася «загальнолюдськість» у тематиці та засобах виразності, то інші культури мусили бути неодмінно «національно забарвленими», що на ділі означало їх консервацію в архаїчних формах. Так виник феномен спримітизованої «шароварної культури».
З 1977 року головним режисером фестивалів і культурних програм в Радянському Союзі став Борис Шарварко, з ім'ям якого також пов'язують популяризацію «шароварщини». «Шароварщина» закріпилася в культурі в 1970—1980-і роки. Її поширенню сприяли народні хори: хор імені Верьовки, київський театр пісні «Джерела», що сценічними костюмами й репертуаром формували викривлене уявлення про українську народну культуру як пережиток минулого.

## Явище «шароварщини» в сучасній Україні

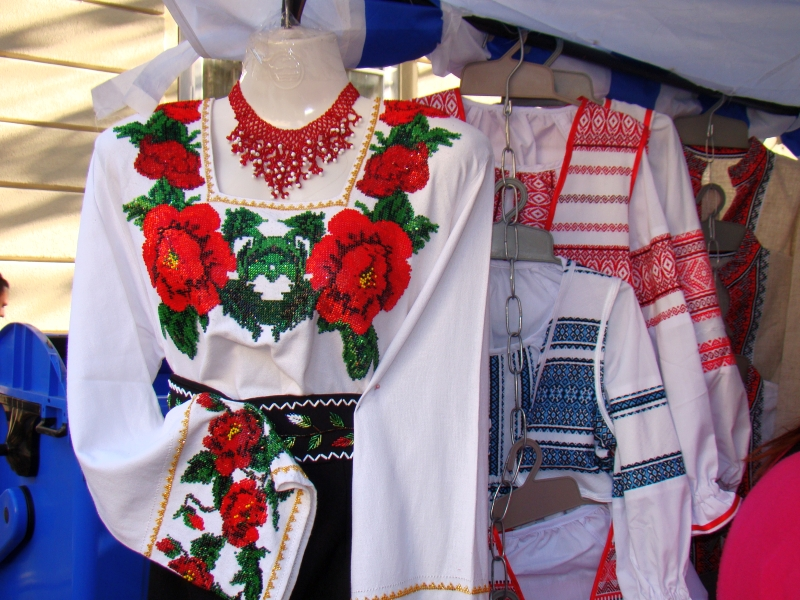
Одна з рис «шароварщини» — яскраві, нетипові для традиційного одягу узори

З розвитком комерційної діяльності в незалежній Україні «шароварщина» поширилася у рекламі, етнорестораціях, сувенірній продукції, «мильних операх» тощо, які тим чи іншим чином використовують «національно забарвлені» елементи. Сучасними прикладами «шароварщини» є концерти Михайла Поплавського — пісні «Сало», «Варенички», а також такі постановки «Кварталу-95», творчість Анатолія Гнатюка, Оксани Пекун, гурту «Лісапетний батальйон», яких наслідують численні аматорські гурти.
В «шароварне» зображення України вписуються образ і виступи Вєрки Сердючки, хоча іноді зазначається, що це персонаж постмодерністський. До «шароварщини» часом зараховується так званий «козацький рок», виконуваний гуртами «Гайдамаки», «Тінь сонця» та «KOZAK SYSTEM». Стереотипне уявлення про українців просувається у фільмі «Скажене весілля».
У 2000-і «шароварщина» стала доповнюватися сексуалізацією української жінки в народному одязі. Складові її образу: розхристана сорочка, велике декольте, відсутність намиста, непокрита голова. Популярним сувеніром стали ляльки-мотанки, але не змотані, а зшиті.
Шароварщина широко проявляється в так званому «козацькому фентезі». Хоча спадок Миколи Гоголя закріпив зв'язок козаччини із містикою та фантастикою, важливий історичний контекст виникнення української нації. Західне фентезі більшою мірою спирається на романтизований образ середньовіччя, тоді як козаччина — це ранньомодерний час. Якщо джерелом натхнення для західних творців фентезі часто слугували підробки національних епосів, то для українських — це більш віддалені від міфології історичні романи (наприклад, «Чорна рада») чи свідомо художні обробки теми козаччини (як почасти «Кобзар»).
На тлі російсько-української війни з 2014 року виникли численні бізнес-проєкти, що використовували автентичну давню вишивку для створення сучасних виробів. Фактично — знищували вцілілі до того часу народні вироби, щоб перешити їх на гуді чи екоторби.
Споріднене явище — «байрактарщина» (від пісні «Байрактар») — однобоке комічне висвітлення теми російсько-української війни в українській масовій культурі.

## Оцінки явища
Історик, політолог і громадський діяч Микола Томенко писав у 1996 році, що для підйому власної національної культури потрібна власне українська влада. Якщо ж влада поділяє радянські (російські) погляди чи симпатизує російській культурі, то широкою репрезентацією культури української лишатиметься саме «шароварщина».
Історик Дарина Міщенко пише, що «шароварщина» вкорінилася значною мірою через бажання українців після здобуття незалежності України мати виражений популярний образ власної культури. «Була жага знову мати своє, рідне, народне. Але ніхто не хотів вникати в цю історію […] Ми просто гребли все, що попадалось під руку».
Музичний критик Катря Гончарук описує місце «шароварщини» так: вона «справляється зі своїм завданням на всі 100 % — слугує простим засобом відрізнити своє від чужого для представників того чи іншого етносу. Інша річ, якщо зображення нації вульгарне, примітивне, яке затьмарює глибинний зміст окремої культури».
Музичний продюсер Юрко Зелений коментував явище «шароварщини» як взаємну заміну різних шарів культури: «рівень низького кабаре був виведений у ранг високого мистецтва. Звідси ми маємо і блатняки, і Сердючок. Це все нав'язувалось впродовж 25-ти років. Естрадна „шароварщина“, як і радянська, продовжує створювати образ того, що українська культура меншовартісна, низькопробна».